# Championnats d'Europe de ski-alpinisme 2005
Navigation
Édition précédente Édition suivante
Les Championnats d'Europe de ski-alpinisme 2005 (catalan : Campionat d’Europa d’Esquí de Muntanya 2005) se sont tenus à Andorre, du 1er au 5 mars 2005.
La compétition est organisée par l'International Council for Ski Mountaineering Competitions (ISMC) de l'Union internationale des associations d'alpinisme (UIAA).
Comparé aux Championnats d'Europe 2003, une course de Vertical Race et une course de relais ont été ajoutées, mais n'ont pas été comptabilisées dans le classement final de la Federació Andorrana de Muntanyisme (FAM).

## Résultats

### Classements par nations et médailles
(tous âge confondu)
| Rang | Pays               | Par équipes | Par équipes   | Par équipes       | Par équipes        | Individuel | Individuel    | Individuel        | Individuel         |              | Vertical Race | Vertical Race     | Vertical Race      | Relai         | Relai             | Relai              |
| Rang | Pays               | points      | Médaille d'or | Médaille d'argent | Médaille de bronze | Points     | Médaille d'or | Médaille d'argent | Médaille de bronze | Total points | Médaille d'or | Médaille d'argent | Médaille de bronze | Médaille d'or | Médaille d'argent | Médaille de bronze |
| 1    | Suisse             | 478         | 1             | 1                 | 1                  | 1230       | 2             | 3                 | 4                  | 1708         | 3             | 3                 | 4                  | 2             | 1                 | 1                  |
| 2    | Italie             | 300         |               | 1                 |                    | 1170       | 4             | 1                 |                    | 1470         | 2             | 3                 | 2                  | 1             | 1                 |                    |
| 3    | France             | 312         | 1             |                   |                    | 1062       |               | 1                 |                    | 1374         |               | 1                 | 1                  |               | 1                 |                    |
| 4    | Espagne            | 190         |               |                   |                    | 708        |               | 1                 |                    | 898          | 2             |                   |                    |               |                   |                    |
| 5    | Allemagne          | 314         |               |                   | 1                  | 336        |               |                   |                    | 650          |               |                   | 1                  |               |                   | 2                  |
| 6    | Slovaquie          | 66          |               |                   |                    | 574        |               | 1                 | 1                  | 640          | 1             | 1                 |                    |               |                   |                    |
| 7    | République tchèque | 202         |               |                   |                    | 394        |               |                   |                    | 596          |               |                   |                    |               |                   |                    |
| 8    | Slovénie           | 46          |               |                   |                    | 318        |               |                   |                    | 364          |               |                   |                    |               |                   |                    |
| 9    | Grèce              | 64          |               |                   |                    | 257        |               |                   |                    | 321          |               |                   |                    |               |                   |                    |
| 10   | Andorre            | 96          |               |                   |                    | 141        |               |                   |                    | 237          |               |                   |                    |               |                   |                    |
| 11   | Pologne            | 82          |               |                   |                    | 106        |               |                   |                    | 188          |               |                   |                    |               |                   |                    |
| 12   | Roumanie           |             |               |                   |                    | 174        |               |                   |                    | 174          |               |                   |                    |               |                   |                    |
| 13   | Russie             | 38          |               |                   |                    | 112        |               |                   |                    | 150          |               |                   |                    |               |                   |                    |
| 14   | Autriche           |             |               |                   |                    | 140        |               |                   |                    | 140          |               |                   |                    |               |                   |                    |
| 15   | Bulgarie           |             |               |                   |                    | 31         |               |                   |                    | 31           |               |                   |                    |               |                   |                    |

### Vertical Race
Évènement couru à Canillo le 1er mars 2005
Liste des 10 meilleurs participants:
| Rang               | Participant                 | Temps total    |
| ------------------ | --------------------------- | -------------- |
| Médaille d'or      | Cristina Favre-Moretti      | 53 min 35 s 44 |
| Médaille d'argent  | Gloriana Pellissier         | 53 min 48 s 92 |
| Médaille de bronze | Barbara Gruber              | 54 min 04 s 33 |
| 4                  | Isabella Crettenand-Moretti | 54 min 25 s 31 |
| 5                  | Catherine Mabillard         | 56 min 17 s 45 |
| 6                  | Francesca Martinelli        | 56 min 40 s 37 |
| 7                  | Nathalie Bourillon          | 57 min 16 s 22 |
| 8                  | Séverine Pont-Combe         | 57 min 17 s 22 |
| 9                  | Marie Troillet              | 58 min 35 s 65 |
| 10                 | Christine Echtler-Schleich  | 59 min 42 s 70 |

| Rang               | Participant             | Temps total    |
| ------------------ | ----------------------- | -------------- |
| Médaille d'or      | Agustí Roc Amador       | 42 min 45 s 08 |
| Médaille d'argent  | Florent Perrier         | 43 min 00 s 31 |
| Médaille de bronze | Mirco Mezzanotte        | 44 min 28 s 40 |
| 4                  | Alexander Hug           | 44 min 58 s 84 |
| 5                  | Emmanuel Vaudan         | 45 min 10 s 77 |
| 6                  | Dennis Brunod           | 45 min 21 s 78 |
| 7                  | Manuel Pérez Brunicardi | 46 min 48 s 98 |
| 8                  | Tony Sbalbi             | 46 min 19 s 13 |
| 9                  | Alain Rey               | 46 min 29 s 94 |
| 10                 | Alexander Lugger        | 46 min 33 s 84 |

### Par équipes
Évènement couru dans la Grandvalira le 2 mars 2005
Liste des 10 meilleures équipes:
| Rang               | Équipe                           | Temps total          |
| ------------------ | -------------------------------- | -------------------- |
| Médaille d'or      | Crettenand-Moretti/Favre-Moretti | 2 h 41 min 04 s      |
| Médaille d'argent  | Mabillard/Magnenat               | 2 h 47 min 45 s      |
| Médaille de bronze | J. Graßl/Gruber                  | 2 h 50 min 52 s      |
| 4                  | Pont-Combe/Zimmermann            | 2 h 54 min 03 s      |
| 5                  | C. Bes Ginesta/Roca Rodríguez    | 2 h 59 min 27 s      |
| 6                  | Nex/Pellissier                   | 2 h 57 (+3) min 00 s |
| 7                  | Martinelli/Renzler               | 3 h 03 min 03 s      |
| 8                  | Bourillon/Lathuraz               | 3 h 11 min 33 s      |
| 9                  | Echtler-Schleich/Treimer         | 3 h 16 min 44 s      |
| 10                 | Korbová/Oršulová                 | 3 h 24 min 38 s      |

| Rang               | Équipe                 | Temps total     |
| ------------------ | ---------------------- | --------------- |
| Médaille d'or      | Gachet/Perrier         | 2 h 12 min 36 s |
| Médaille d'argent  | Boscacci/Murada        | 2 h 15 min 41 s |
| Médaille de bronze | Moret/Pittex           | 2 h 16 min 47 s |
| 4                  | B. Blanc/Meilleur      | 2 h 17 min 11 s |
| 5                  | Battel/J. Pellissier   | 2 h 18 min 38 s |
| 6                  | C. Champange/Pellicier | 2 h 19 min 07 s |
| 7                  | Masserey/J.-Y. Rey     | 2 h 20 min 45 s |
| 8                  | Leitner/Svätojánsky    | 2 h 22 min 57 s |
| 9                  | F. Graßl/Steurer       | 2 h 23 min 24 s |
| 10                 | Ecoeur/Vaudan          | 2 h 26 min 50 s |

### Individuel
Évènement couru le 3 mars 2005
Liste des 10 meilleurs participants:
| Rang               | Participante                | Temps total     |
| ------------------ | --------------------------- | --------------- |
| Médaille d'or      | Cristina Favre-Moretti      | 2 h 16 min 38 s |
| Médaille d'argent  | Gloriana Pellissier         | 2 h 18 min 11 s |
| Médaille de bronze | Isabella Crettenand-Moretti | 2 h 22 min 36 s |
| 4                  | Gabrielle Magnenat          | 2 h 24 min 30 s |
| 5                  | Séverine Pont-Combe         | 2 h 29 min 01 s |
| 6                  | Francesca Martinelli        | 2 h 31 min 02 s |
| 7                  | Roberta Pedranzini          | 2 h 31 min 28 s |
| 8                  | Marie Troillet              | 2 h 34 min 10 s |
| 9                  | Judith Graßl                | 2 h 36 min 57 s |
| 10                 | Emma Roca Rodríguez         | 2 h 37 min 08 s |

| Rang               | Participant             | Temps total     |
| ------------------ | ----------------------- | --------------- |
| Médaille d'or      | Guido Giacomelli        | 1 h 51 min 43 s |
| Médaille d'argent  | Florent Perrier         | 1 h 52 min 52 s |
| Médaille de bronze | Alexander Hug           | 1 h 55 min 37 s |
| 4                  | Grégory Gachet          | 1 h 56 min 04 s |
| 5                  | Alexander Lugger        | 1 h 57 min 36 s |
| 6                  | Toni Steurer            | 1 h 59 min 43 s |
| 7                  | Jean-Yves Rey           | 2 h 00 min 32 s |
| 8                  | Bertrand Blanc          | 2 h 00 min 56 s |
| 9                  | Manuel Pérez Brunicardi | 2 h 01 min 06 s |
| 10                 | William Bon Mardion     | 2 h 01 min 53 s |

### Combiné
Classement combiné incluant les résultats des courses individuelles et par équipe.
Liste des 10 meilleurs participants :
| Rang               | Participante |
| ------------------ | ------------ |
| Médaille d'or      | Pays inconnu |
| Médaille d'argent  | Pays inconnu |
| Médaille de bronze | Pays inconnu |
| 4                  | Pays inconnu |
| 5                  | Pays inconnu |
| 6                  | Pays inconnu |
| 7                  | Pays inconnu |
| 8                  | Pays inconnu |
| 9                  | Pays inconnu |
| 10                 | Pays inconnu |

| Rang               | Participant  |
| ------------------ | ------------ |
| Médaille d'or      | Pays inconnu |
| Médaille d'argent  | Pays inconnu |
| Médaille de bronze | Pays inconnu |
| 4                  | Pays inconnu |
| 5                  | Pays inconnu |
| 6                  | Pays inconnu |
| 7                  | Pays inconnu |
| 8                  | Pays inconnu |
| 9                  | Pays inconnu |
| 10                 | Pays inconnu |

### Relais
Évènement couru près de Soldau-El Tarter le 5 mars 2005
Lise des 10 meilleures équipes de relais:
| Rang               | Équipe                                                                | Temps total   |
| ------------------ | --------------------------------------------------------------------- | ------------- |
| Médaille d'or      | Cristina Favre-Moretti/Isabella Crettenand-Moretti/Gabrielle Magnenat | 43 min 48 s 7 |
| Médaille d'argent  | Gloriana Pellissier/Francesca Martinelli/Christiane Nex               | 45 min 58 s 7 |
| Médaille de bronze | Judith Graßl/Barbara Gruber/Silvia Treimer                            | 47 min 24 s 5 |
| 4                  | Nathalie Bourillon/Véronique Lathuraz/Valentine Fabre                 | 47 min 44 s 9 |
| 5                  | Cristina Bes Ginesta/Emma Roca Rodríguez/Sara Gros Aspiroz            | 52 min 02 s 8 |

| Rang               | Équipe                                                                                     | Temps total        |
| ------------------ | ------------------------------------------------------------------------------------------ | ------------------ |
| Médaille d'or      | Guido Giacomelli/Dennis Brunod/Manfred Reichegger/Matteo Pedergnana                        | 47 min 39 s 61     |
| Médaille d'argent  | Alexander Hug/Christian Pittex/Jean-Yves Rey/Yannick Ecoeur                                | 49 min 35 s 16     |
| Médaille de bronze | Franz Graßl/Toni Steurer/Stefan Klinger/Georg Nickaes                                      | 51 min 33 s 19     |
| 4                  | Florent Perrier/Bertrand Blanc/Grégory Gachet/Tony Sbalbi                                  | 51 min 58 s 42     |
| 5                  | Peter Svätojánsky/Milan Madaj/Miroslav Leitner/Branislav Kačina                            | 53 min 22 s 53     |
| 6                  | Manuel Pérez Brunicardi/Javier Martín de Villa/Germán Cerezo Alonso/Fernando Navarro Aznar | 53 min 34 s 41     |
| 7                  | Toni Casals Rueda/Xavier Comas Guixé/Xavier Capdevila Romero/Joan Vilana Díaz              | 55 min 34 s 09     |
| 8                  | Ionuţ Găliţeanu/Silviu Manea/Rareş Manea/Lucian Clinciu                                    | 57 min 44 s 57     |
| 9                  | Michal Štantejský/Miroslav Duch/Michal Němec/Marcel Svoboda                                | 58 min 49 s 42     |
| 10                 | Adam Gomola/Andrzej Chrobák/Mariusz Wargocki/Marcin Trybała                                | 1 h 01 min 02 s 82 |